# Abdon Pamich
Abdon Pamich (Fiume, 3 de outubro de 1933) é um ex-atleta e campeão olímpico italiano, especializado na marcha atlética e participante de cinco Jogos Olímpicos.
Competindo especialmente na maior das distâncias da marcha, os 50 km, ele surgiu internacionalmente com a medalha de ouro nos Jogos do Mediterrâneo de 1955, seguido de uma prata no Campeonato Europeu de 1958, em Estocolmo. Dois anos antes, em Melbourne 1956, em sua primeira Olimpíada, tinha ficado em 11º na marcha dos 20 km e em 4º lugar nos 50 km.
Teve sua primeira conquista olímpica com uma medalhe de bronze nos 50 km em Roma 1960. Em outubro deste mesmo ano, estabeleceu novo recorde mundial para a distância (4h03m02s) em Ponte San Pietro, na Lombardia. Depois de nova vitória no Campeonato Europeu de 1962, consagrou-se definitivamente com o título olímpico e a medalha de ouro em Tóquio 1964.
Nascido no Estado Livre de Fiume, quando ele se encontrava sob jurisdição italiana, Abdon ainda participou de mais dois Jogos e foi o porta-bandeira da delegação da Itália na abertura dos Jogos Olímpicos de Munique em 1972.